# Francis Bourgeois
Sir Francis Bourgeois est un peintre anglo-suisse de Giez (vers Yverdon) Grandson, son père était parti à Londres, né en novembre 1753 à Londres et décédé le 8 juillet 1811. Il travaillait à la cour de George III du Royaume-Uni.

## Biographie
Il vécut aux côtés de son partenaire français Noël Desenfans et la femme de ce dernier la galloise Margaret Morris à Londres. Tous trois travaillèrent notamment pour le compte du roi Stanisław II de Pologne à partir de 1790 pour former la collection royale de Pologne mais le roi polonais fut contraint d'abdiquer 5 ans plus tard et la collection de tableaux leur resta. Son ami Desenfans mourut en 1807 et Francis testa en faveur de la Dulwich Picture Gallery où l'on peut voir la collection de nos jours.

## Style
Francis Bourgeois a peint de nombreux paysages notamment représentant un château, des soldats... On retrouve ses œuvres surtout dans les musées anglais du British Museum, Dulwich Picture Gallery et du Sir John Soane's Museum. 